# Вулиця Сосенка (Львів)
Ву́лиця Модеста Сосенка — вулиця у Шевченківському районі Львова, в місцевості Клепарів. Нумерація будинків починається від будинку на вулиці Золотій, 10.

## Історія
Вулиця утворилася 1913 року, як частина вулиці Золотої. У 1938 році вулицю перейменували на Абраґамчиків, на честь польських діячів вірменського походження актора і драматурга Адольфа та його брата австрійського політика Давида Абрагамовичів. У січні-серпні 1941 року — вулиця Декабристів, на честь перших дворян-революціонерів, які боролися за повалення царату та скасування кріпацтва. У серпні 1941—1950 року — вулиця Абраґамчиків, повернена передвоєнна назва. 1950 року перейменували на вулицю Проскурівську, на честь міста Проскурів (нині — місто Хмельницький). 1963 року перейменували на вулицю Петра Вершигори, на честь активного учасника українського комуністичного руху опору під час Другої Світової війни Петра Вершигори. Сучасна назва від 1991 року — вулиця Модеста Сосенка, на честь українського художника-монументаліста Модеста Сосенка.

## Забудова
У забудові вулиці Сосенка переважають польський конструктивізм 1930-х років, радянський конструктивізм 1960—1980-х років.
№ 28 — житловий п'ятиповерховий будинок, збудований у 1960—1970-х роках для працівників Львівської залізниці. Ухвалою № 59 ЛМР від 26 вересня 2002 року будинок прийнятий від дистанції цивільних споруд на станції «Львів» Львівської залізниці у власність територіальної громади міста Львова.
№ 30 — житловий п'ятиповерховий будинок, збудований у 1963 році, як сімейний гуртожиток для працівників Української державної корпорації по виконанню монтажних і спеціальних будівельних робіт «Укрмонтажспецбуд». До 2005 року будинок перебував на балансі ВАТ «Промхімсантехмонтаж», після його ліквідації гуртожиток обслуговує ПП «Наша оселя». Згідно Закону України «Про передачу об'єктів права державної власності та комунальної власності» затвердженого постановою Кабінету Міністрів України від 13 серпня 2003 року № 1253 Шевченківська районна адміністрація міста Львова передала цей гуртожиток у власність територіальної громади Львова.